# Barczewo
Barczewo (nemško Wartenburg in Ostpreussen, litovsko Vartėnai) je mesto na  Poljskem v Okrožju Olsztyn,  Varminsko-Mazursko vojvodstvo. Leži 20 km severovzhodno od Olsztyna.
Mesto je del Poljske od leta 1945. Poljsko občino so najprej imenovali Wartembork, 4. decembra 1946 pa so jo preimenovali po Walentynu Barczewskem (1865–1928).